# Maurrin
Maurrin je naselje in občina v francoskem departmaju Landes regije Akvitanije. Naselje je leta 2009 imelo 457 prebivalcev.

## Geografija
Kraj leži v pokrajini Gaskonji 14 km jugovzhodno od Mont-de-Marsana.

## Uprava
Občina Maurrin skupaj s sosednjimi občinami Artassenx, Bascons, Bordères-et-Lamensans, Castandet, Cazères-sur-l'Adour, Grenade-sur-l'Adour, Larrivière-Saint-Savin, Lussagnet, Saint-Maurice-sur-Adour in Le Vignau sestavlja kanton Grenade-sur-l'Adour s sedežem v Grenadi. Kanton je sestavni del okrožja Mont-de-Marsan.

## Zanimivosti
- cerkev Marijinega Vnebovzetja iz začetka 19. stoletja,
- arena Maurrin.

## Pobratena mesta
- Hombourg (Haut-Rhin, Alzacija);